# جورج هيلتون (مؤرخ)
جورج هيلتون (بالإنجليزية: George Hilton)‏ هو اقتصادي ومؤرخ أمريكي، ولد في 18 يناير 1925 في شيكاغو في الولايات المتحدة، وتوفي في 4 أغسطس 2014 في لوس أنجلوس في الولايات المتحدة.